# بيلار بارديم
بيلار بارديم (بالإسبانية: Pilar Bardem)‏ (14 مارس 1939 – 17 يوليو 2021)، هي ممثلة من إسبانيا.
تنتمي إلى عائلة فنية عائلة فيها العديد من الممثلين والمخرجين السينمائيين. هي ابنة رافائيل بارديم وشقيقة خوان أنطونيو بارديم وأم ل كارلوس، مونيكا والحائز على جائزة الأوسكار خافيير بارديم. ولدت في إشبيلية وتوفيت في مدريد.

## روابط خارجية
- بيلار بارديم على موقع IMDb (الإنجليزية)
- بيلار بارديم على موقع ألو سيني (الفرنسية)
- بيلار بارديم على موقع ميوزك برينز (الإنجليزية)
- بيلار بارديم على موقع أول موفي (الإنجليزية)
- بيلار بارديم على موقع قاعدة بيانات الأفلام السويدية (السويدية)
- بيلار بارديم على موقع ديسكوغز (الإنجليزية)
- بيلار بارديم على موقع قاعدة بيانات الفيلم (الإنجليزية)
- بيلار بارديم على موقع كينوبويسك (الروسية)